# Sheldon Wolin
 (novembre 2011).
Pour les articles homonymes, voir Wolin.
Sheldon S. Wolin, né le 4 août 1922 à Chicago (Illinois) et mort le 21 octobre 2015 à Salem (Oregon), est un écrivain et philosophe politique américain. Il est professeur émérite à l'université de Princeton. Il est marié à Emily Purvis Wolin.

## Biographie
Sheldon Wolin fréquente tout d'abord le Oberlin College puis, lors de la Seconde Guerre mondiale, devient pilote de bombardier.
En 1950, il obtient un doctorat de l'université Harvard. Sa thèse est intitulée Conservatism and Constitutionalism: A Study in English Constitutional Ideas, 1760-1785. Après avoir enseigné brièvement au Oberlin College, Wolin enseigne à l'université de Californie à Berkeley de 1954 à 1970.
De 1973 à 1987, il enseigne la politique à l'université de Princeton.

## Publications
Wolin se fait connaître avec la publication de  Politics and Vision: Continuity and Innovation in Western Political Thought (en).

### Livres(en)
- Politics and Vision: Continuity and Innovation in Western Political Thought, Expanded Ed. (1960; Princeton University Press, 2004).  (ISBN 978-0691126272)
- The Berkeley Student Revolt: Facts and Interpretations, edited with Seymour Martin Lipset (Garden City, NY: Anchor Books, 1965).
- The Berkeley Rebellion and Beyond: Essays on Politics & Education in the Technological Society, with John H. Schaar (Vintage Books/New York Review Books, 1970).
- Presence of the Past: Essays on the State and the Constitution (1989)
- Tocqueville Between Two Worlds: The Making of a Political and Theoretical Life (Princeton University Press, 2001).  (ISBN 978-0691114545)
- Democracy Incorporated: Managed Democracy and the Specter of Inverted Totalitarianism (Princeton University Press, 2008).   (ISBN 978-0691135663) (Trad. esp.: Democracia S. A., Buenos Aires/Madrid, Katz editores S.A, 2008,  (ISBN 9788496859463))

### Articles(en)
- "Inverted Totalitarianism", Sheldon Wolin, The Nation, 19 mai 2003
- "A Kind of Fascism Is Replacing Our Democracy", Sheldon S. Wolin, Long Island NY Newsday, 18 juillet 2003.